# Pennie Smith
Pennie Smith (* um 1949 in London) ist eine Konzertfotografin für Rockmusik. Sie hat sich auf die Schwarz-Weiß-Fotografie spezialisiert. Smiths Aufnahmen erschienen auf dem Titel und im Innenteil des NME, als Album-Cover, Werbematerial und wurden in Buchform herausgegeben.
Smith ging in den späten 1960ern auf die Kunstschule von Twickenham, an der sie Grafik und Bildende Kunst studierte. Gemeinsam mit dem Grafikdesigner Barney Bubbles und dem Musikjournalisten Nick Kent gab sie von 1969 bis 1972 die Zeitschrift Friends heraus. Der Durchbruch in die Welt der professionellen Fotografie gelang ihr, als sie in den 1970ern eine Tournee von Led Zeppelin als Konzertfotografin begleitete. Danach arbeitete sie bis in die 1980er-Jahre für den New Musical Express (NME) als Fotografin und Bildredakteurin. 1980 erschien ihr Buch The Clash, Before and After.
In ihrer Karriere hat sie mit einigen Legenden und Ikonen der Rockmusik zusammenarbeiten, darunter
- Led Zeppelin
- The Rolling Stones
- The Who
- Iggy Pop
- The Clash
- The Jam
- Debbie Harry
- U2
- Morrissey
- The Stone Roses
- Primal Scream
- Manic Street Preachers
- Radiohead
- Oasis
- The Strokes

Neben der Porträtfotografie filmte sie auch während der Konzerte. Dabei entstand auch das Foto von Paul Simonon von The Clash, wie er 1979 bei einem Auftritt in New York City seinen E-Bass auf der Bühne zertrümmert. Das Foto ziert das Albumcover von London Calling und wurde von der Zeitschrift Q 2002 mit dem Preis „Beste Rock'n'Roll-Fotografie aller Zeiten“ ausgezeichnet.
Smith lebt in einem stillgelegten Bahnhof im Westen Londons, den sie als Studentin erstand und in ein Studio verwandelte. Sie arbeitet als freie Fotografin vor allem der Schwarz-Weiß-Fotografie für Reportagen.